# Lista orașelor din Finlanda
Această pagină este o listă de orașe din Finlanda.

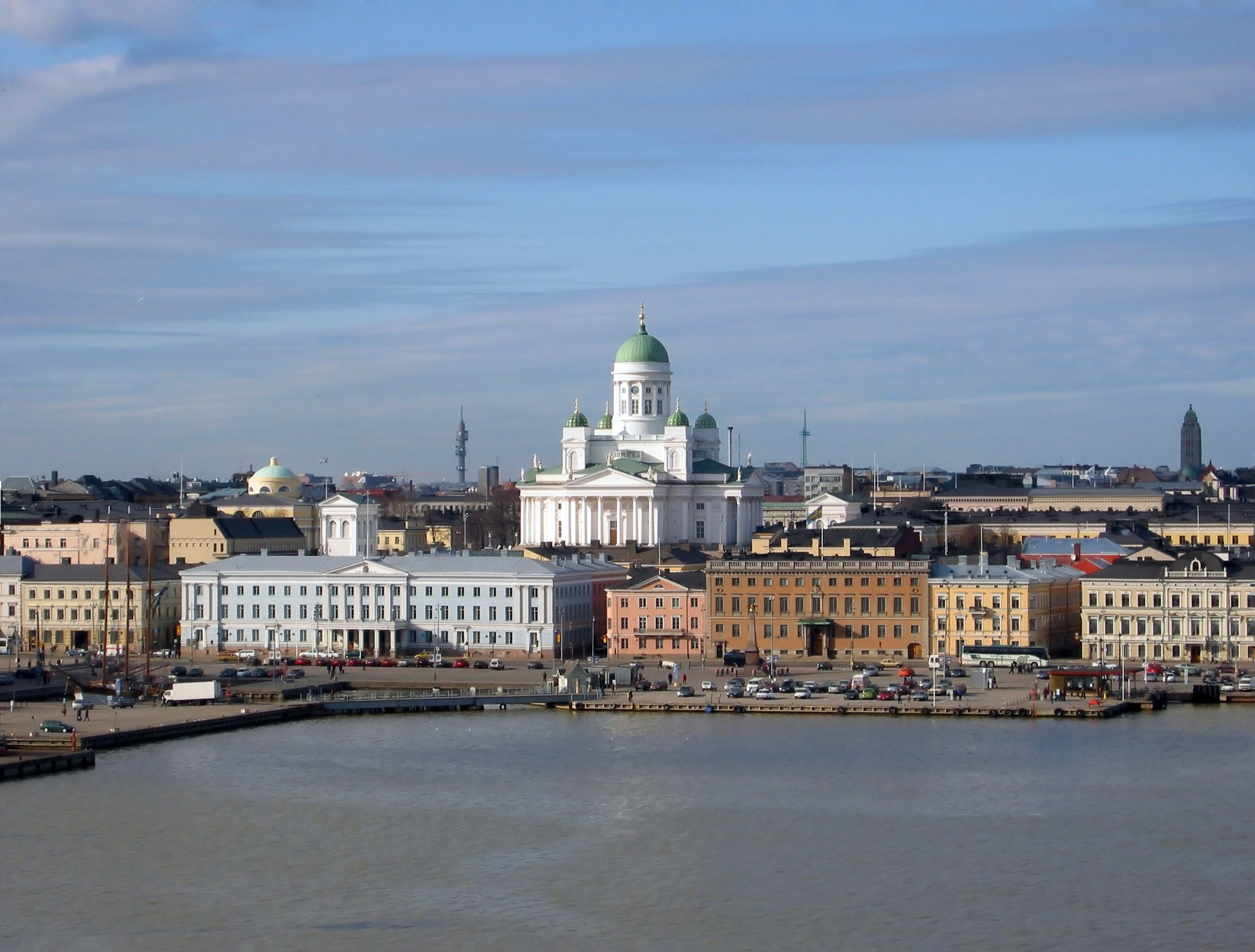
Helsinki, Capitala Finlandei

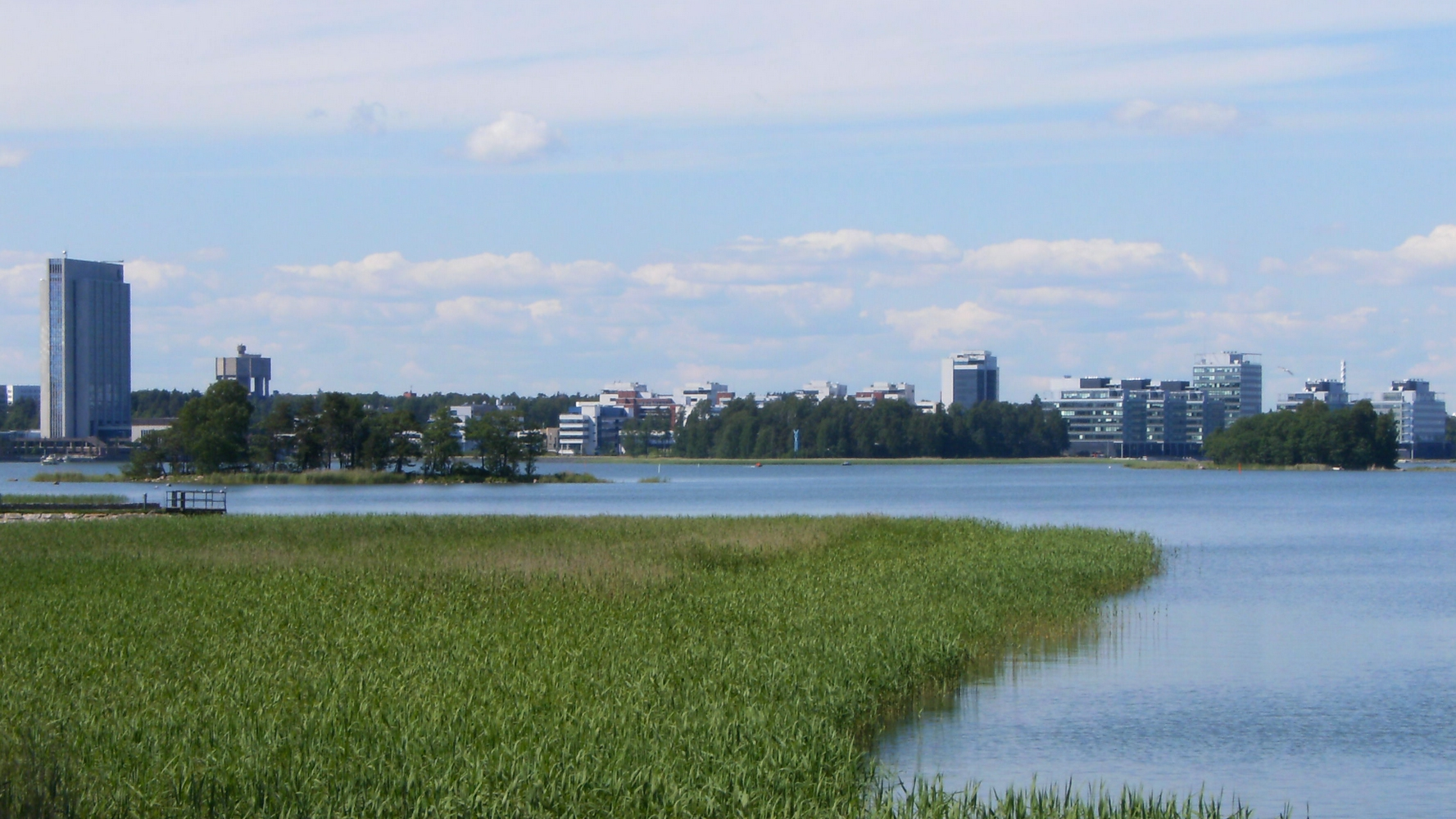
Espoo

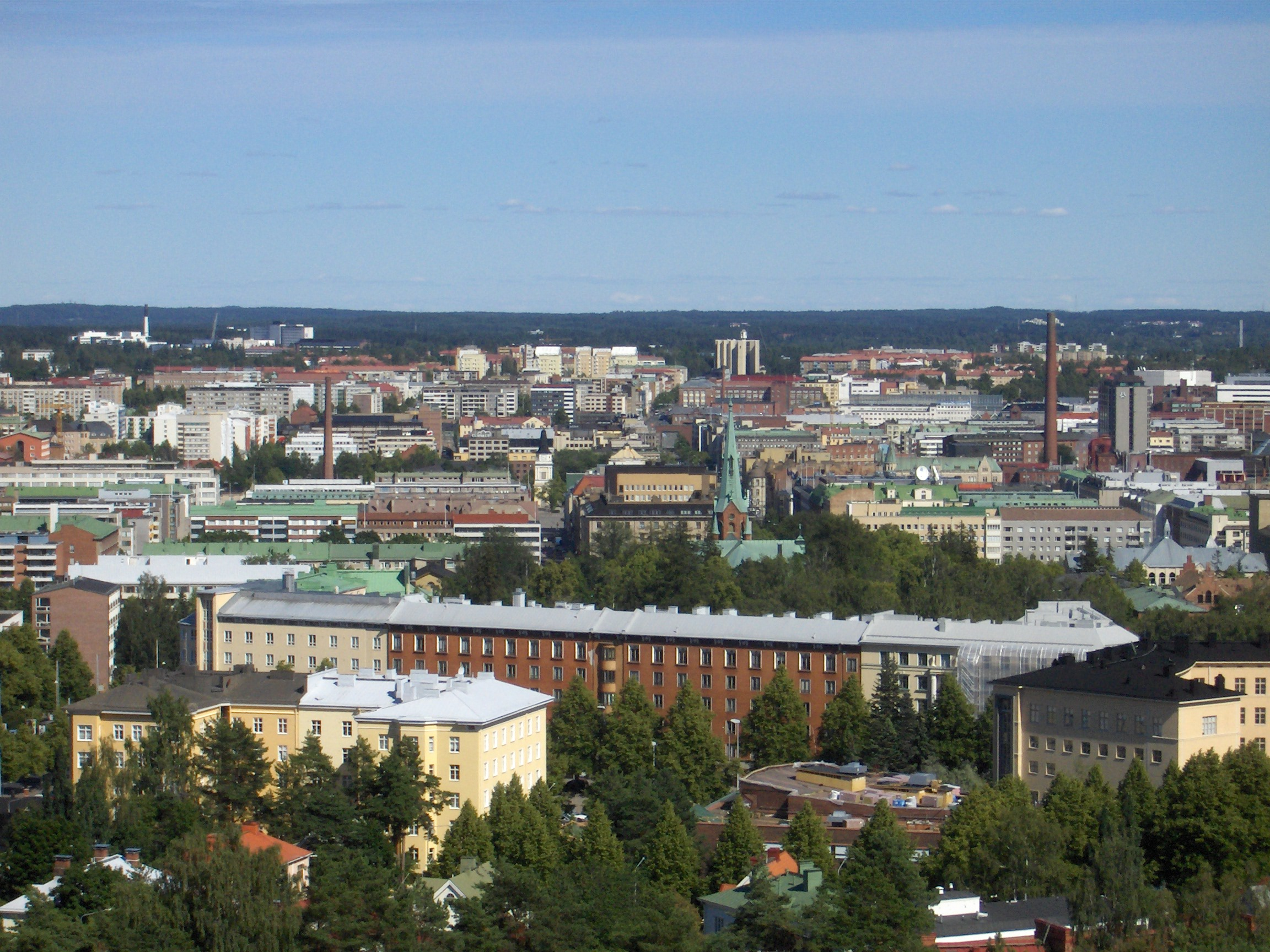
Tampere

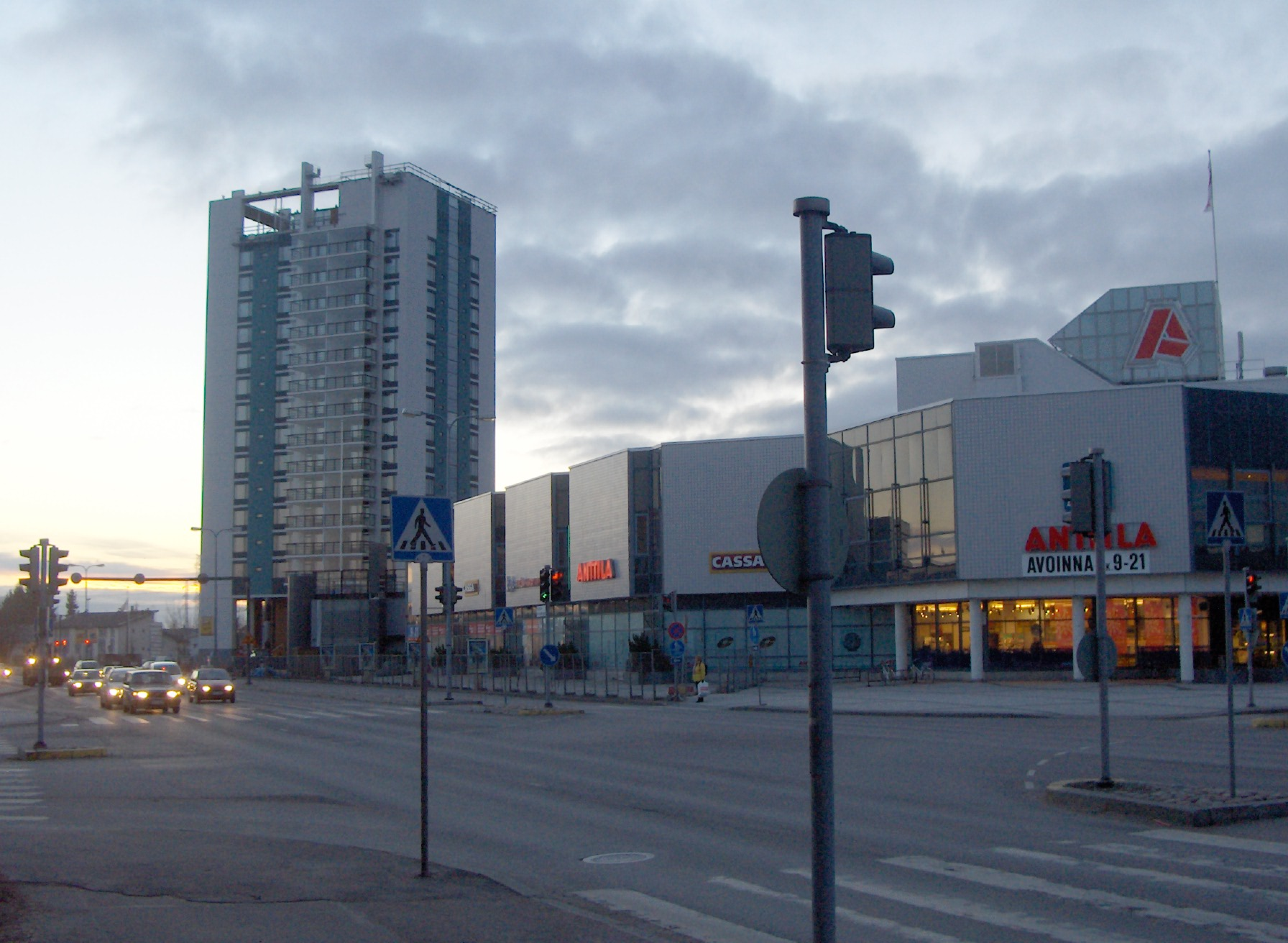
Vantaa

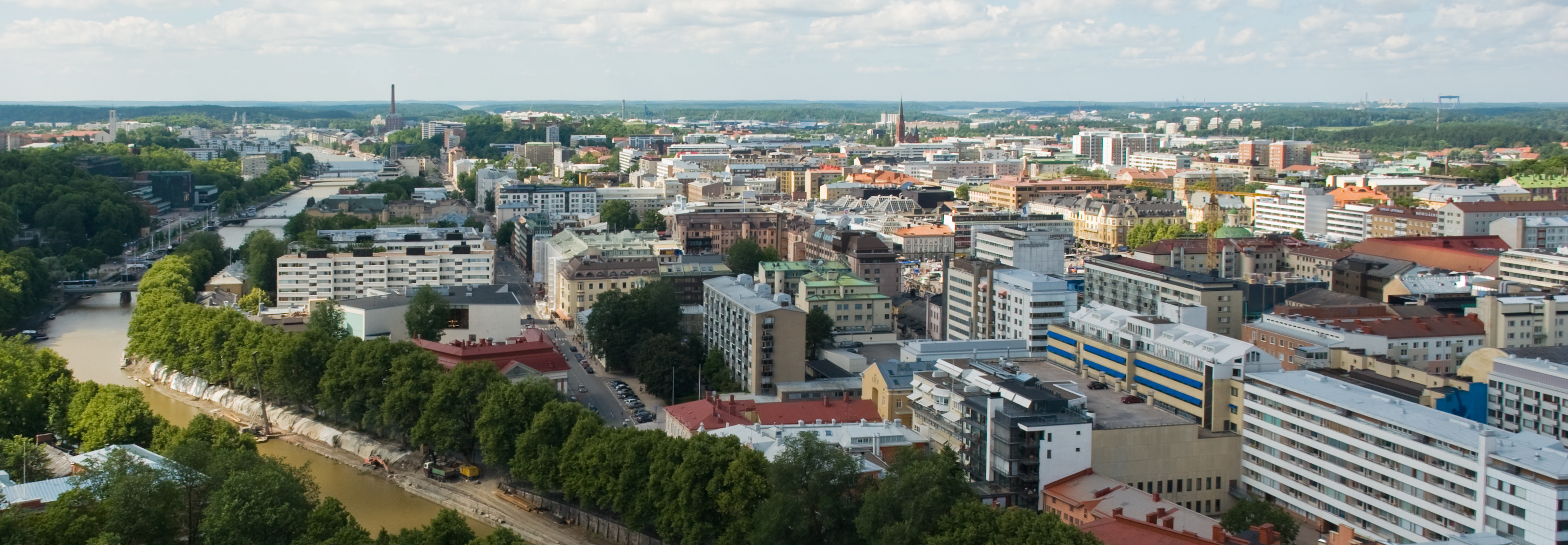
Turku

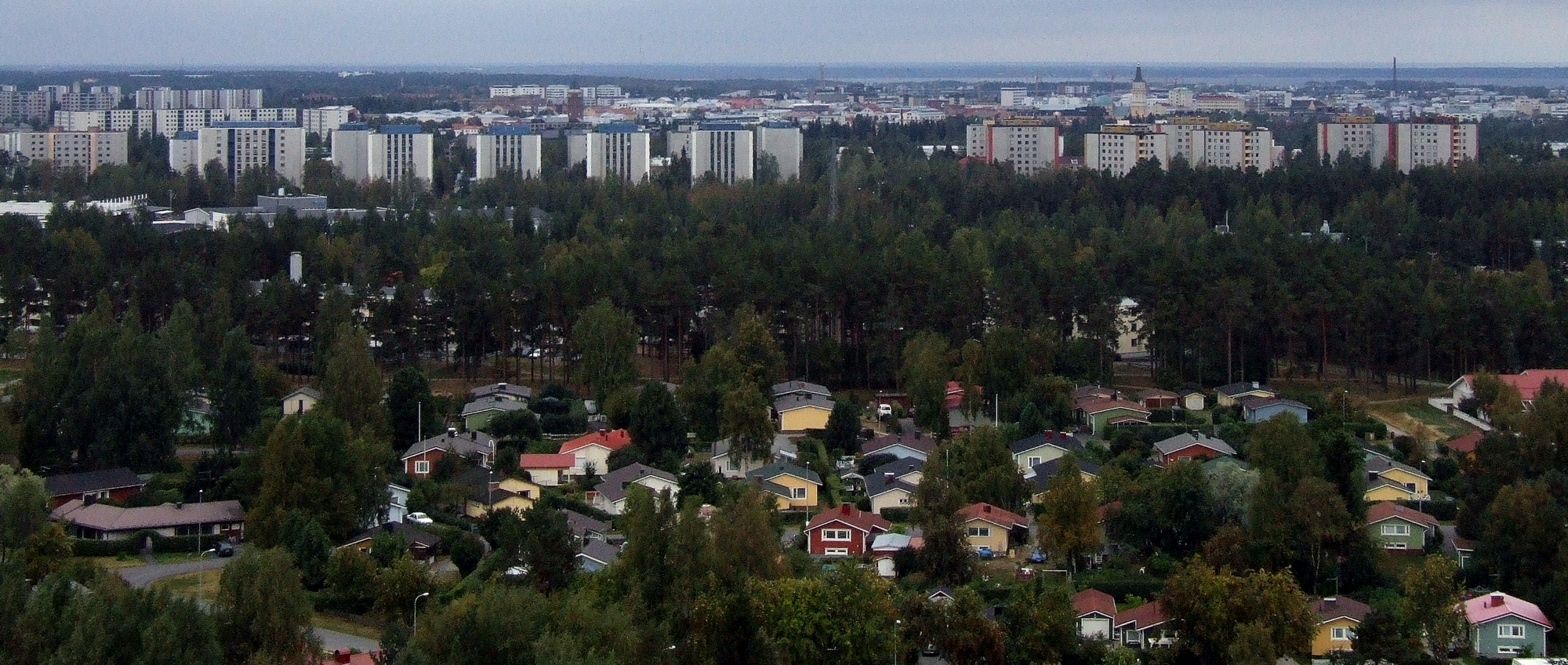
Oulu

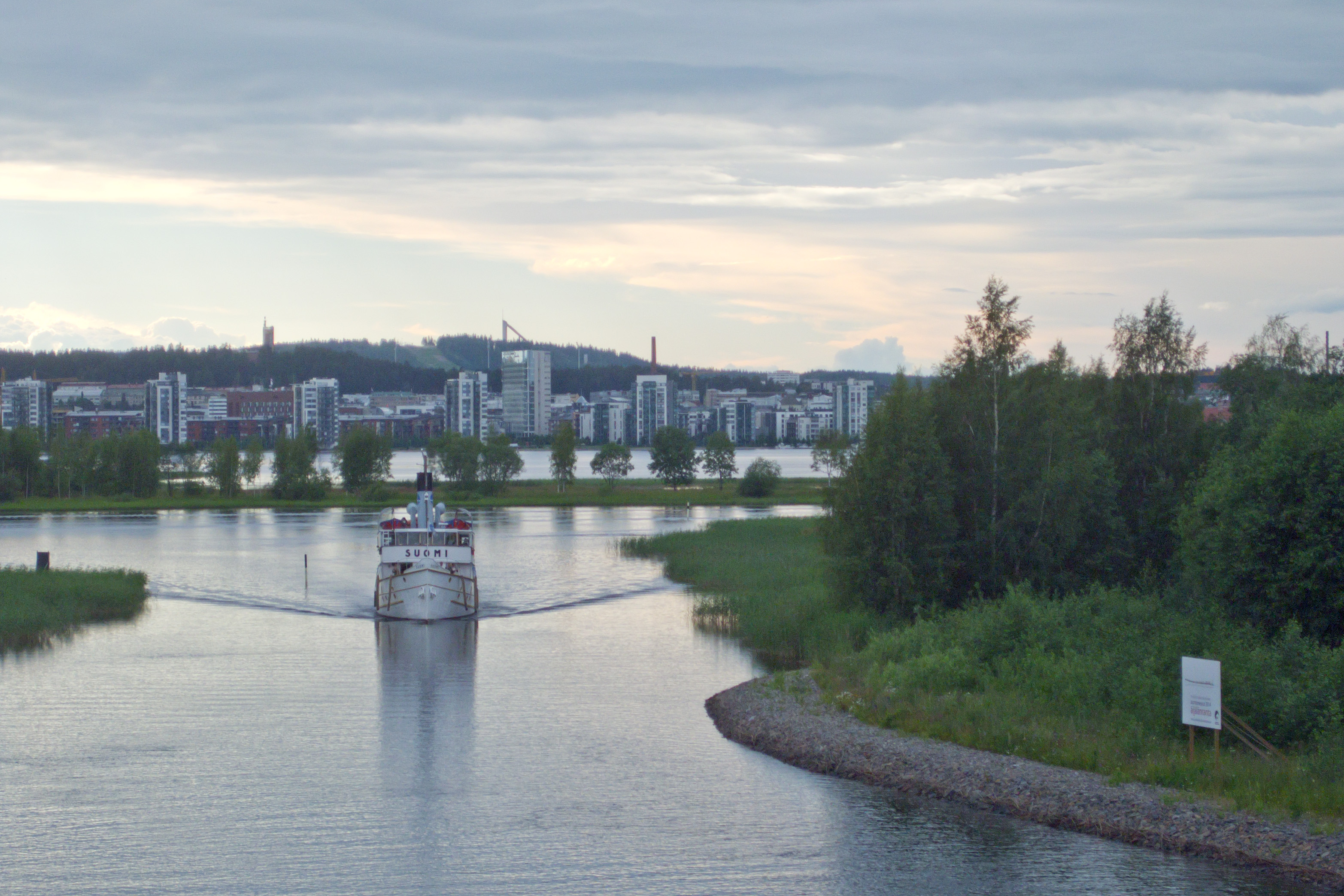
Jyväskylä

| 1. Akaa 2. Alahärmä 3. Alajärvi 4. Alastaro 5. Alavieska 6. Alavus 7. Anjalankoski 8. Artjärvi 9. Asikkala 10. Askainen 11. Askola 12. Aura 13. Brändö 14. Dragsfjärd 15. Eckerö 16. Ekenäs (Tammisaari) 17. Elimäki 18. Eno 19. Enonkoski 20. Enontekiö 21. Espoo (Esbo) 22. Eura 23. Eurajoki 24. Evijärvi 25. Finström 26. Föglö 27. Forssa 28. Geta 29. Haapajärvi 30. Haapavesi 31. Hailuoto 32. Halikko 33. Halsua 34. Hämeenkoski 35. Hämeenkyrö 36. Hämeenlinna (Tavastehus) 37. Hamina (Fredrikshamn) 38. Hammarland 39. Hankasalmi 40. Hanko (Hangö) 41. Harjavalta 42. Hartola 43. Hattula 44. Hauho 45. Haukipudas 46. Hausjärvi 47. Heinävesi 48. Heinola 49. Helsinki (Helsingfors) 50. Himanka 51. Hirvensalmi 52. Hollola 53. Honkajoki 54. Houtskär (Houtskari) 55. Huittinen 56. Humppila 57. Hyrynsalmi 58. Hyvinkää 59. Ii 60. Iisalmi 61. Iitti 62. Ikaalinen 63. Ilmajoki 64. Ilomantsi (Ilomants) 65. Imatra 66. Inari 67. Ingå (Inkoo) 68. Iniö 69. Isojoki 70. Isokyrö 71. Jaala 72. Jakobstad (Pietarsaari) 73. Jalasjärvi 74. Jämijärvi 75. Jämsä 76. Jämsänkoski 77. Janakkala 78. Järvenpää 79. Joensuu 80. Jokioinen 81. Jomala 82. Joroinen 83. Joutsa 84. Joutseno 85. Juankoski 86. Jurva 87. Juuka 88. Juupajoki 89. Juva 90. Jyväskylä 91. Jyväskylän maalaiskunta 92. Kaarina 93. Kaavi 94. Kajaani (Kajana) 95. Kalajoki 96. Kälviä 97. Kalvola 98. Kangasala 99. Kangasniemi 100. Kankaanpää 101. Kannonkoski 102. Kannus 103. Karijoki 104. Karis (Karjaa) | 1. Karjalohja 2. Karkkila 3. Kärkölä 4. Kärsämäki 5. Karstula 6. Karttula 7. Karvia 8. Kaskinen (Kaskö) 9. Kauhajoki 10. Kauhava 11. Kauniainen (Grankulla) 12. Kaustinen (Kaustby) 13. Keitele 14. Kemi 15. Kemijärvi 16. Keminmaa 17. Kemiö 18. Kempele 19. Kerava 20. Kerimäki 21. Kesälahti 22. Kestilä 23. Keuruu 24. Kihniö 25. Kiikala 26. Kiikoinen 27. Kiiminki 28. Kinnula 29. Kirkkonummi (Kyrkslätt) 30. Kisko 31. Kitee 32. Kittilä 33. Kiukainen 34. Kiuruvesi 35. Kivijärvi 36. Kökar 37. Kokemäki 38. Kokkola (Karleby) 39. Kolari 40. Konnevesi 41. Kontiolahti 42. Korpilahti 43. Korpo (Korppoo) 44. Korsholm (Mustasaari) 45. Korsnäs 46. Kortesjärvi 47. Koski 48. Kotka 49. Kouvola 50. Köyliö 51. Kristinestad (Kristiinankaupunki) 52. Kronoby (Kruunupyy) 53. Kuhmalahti 54. Kuhmo 55. Kuhmoinen 56. Kumlinge 57. Kuopio 58. Kuortane 59. Kurikka 60. Kuru 61. Kustavi 62. Kuusamo 63. Kuusankoski 64. Kuusjoki 65. Kylmäkoski 66. Kyyjärvi 67. Lahti (Lahtis) 68. Laihia 69. Laitila 70. Lammi 71. Lapinjärvi (Lappträsk) 72. Lapinlahti 73. Lappajärvi 74. Lappeenranta (Villmansstrand) 75. Lappi 76. Lapua 77. Larsmo (Luoto) 78. Laukaa 79. Lavia 80. Lehtimäki 81. Lemi 82. Lemland 83. Lempäälä 84. Lemu 85. Leppävirta 86. Lestijärvi 87. Lieksa 88. Lieto 89. Liljendal 90. Liminka 91. Liperi 92. Lohja (Lojo) 93. Lohtaja 94. Loimaa 95. Loppi 96. Loviisa (Lovisa) 97. Luhanka 98. Lumijoki 99. Lumparland 100. Luumäki 101. Luvia 102. Maaninka 103. Malax (Maalahti) 104. Mäntsälä | 1. Mänttä 2. Mäntyharju 3. Mariehamn (Maarianhamina) 4. Marttila 5. Masku 6. Mellilä 7. Merijärvi 8. Merikarvia 9. Merimasku 10. Miehikkälä 11. Mikkeli (St. Michel) 12. Mouhijärvi 13. Muhos 14. Multia 15. Muonio 16. Muurame 17. Muurla 18. Mynämäki 19. Myrskylä 20. Naantali 21. Nagu (Nauvo) 22. Nakkila 23. Närpes (Närpiö) 24. Nastola 25. Nilsiä 26. Nivala 27. Nokia 28. Noormarkku 29. Nousiainen 30. Nummi-Pusula 31. Nurmes 32. Nurmijärvi 33. Nurmo 34. Nykarleby (Uusikaarlepyy) 35. Oravais (Oravainen) 36. Orimattila 37. Oripää 38. Orivesi 39. Oulainen 40. Oulu (Uleåborg) 41. Oulunsalo 42. Outokumpu 43. Padasjoki 44. Paimio 45. Pälkäne 46. Paltamo 47. Pargas (Parainen) 48. Parikkala 49. Parkano 50. Pedersöre (Pedersören kunta) 51. Pelkosenniemi 52. Pello 53. Perho 54. Pernaja (Pernå) 55. Perniö 56. Pertteli 57. Pertunmaa 58. Petäjävesi 59. Pieksämäki 60. Pielavesi 61. Pihtipudas 62. Piikkiö 63. Piippola 64. Pirkkala 65. Pohja (Pojo) 66. Polvijärvi 67. Pomarkku 68. Pori (Björneborg) 69. Pornainen 70. Porvoo (Borgå) 71. Posio 72. Pöytyä 73. Pudasjärvi 74. Pukkila 75. Pulkkila 76. Punkaharju 77. Punkalaidun 78. Puolanka 79. Puumala 80. Pyhäjärvi 81. Pyhäjoki 82. Pyhäntä 83. Pyhäranta 84. Pyhäselkä 85. Pyhtää 86. Pylkönmäki 87. Raahe (Brahestad) 88. Rääkkylä 89. Raisio 90. Rantasalmi 91. Rantsila 92. Ranua 93. Rauma (Raumo) 94. Rautalampi 95. Rautavaara 96. Rautjärvi 97. Reisjärvi 98. Renko 99. Riihimäki 100. Ristiina 101. Ristijärvi 102. Rovaniemi 103. Ruokolahti 104. Ruotsinpyhtää (Strömfors) | 1. Ruovesi 2. Rusko 3. Rymättylä 4. Saarijärvi 5. Säkylä 6. Salla 7. Salo 8. Saltvik 9. Sammatti 10. Särkisalo 11. Sauvo 12. Savitaipale 13. Savonlinna (Nyslott) 14. Savonranta 15. Savukoski 16. Seinäjoki 17. Sievi 18. Siikainen 19. Siikajoki 20. Siilinjärvi 21. Simo 22. Sipoo (Sibbo) 23. Siuntio (Sjundeå) 24. Sodankylä 25. Soini 26. Somero 27. Sonkajärvi 28. Sotkamo 29. Sottunga 30. Sulkava 31. Sund 32. Suomenniemi 33. Suomusjärvi 34. Suomussalmi 35. Suonenjoki 36. Sysmä 37. Taipalsaari 38. Taivalkoski 39. Taivassalo 40. Tammela 41. Tampere 42. Tarvasjoki 43. Tervo 44. Tervola 45. Teuva 46. Tohmajärvi 47. Toholampi 48. Toivakka 49. Tornio (Torneå) 50. Töysä 51. Turku (Åbo) 52. Tuulos 53. Tuusniemi 54. Tuusula 55. Tyrnävä 56. Ullava 57. Ulvila 58. Urjala 59. Utajärvi 60. Utsjoki 61. Uurainen 62. Uusikaupunki (Nystad) 63. Vaala 64. Vaasa (Vasa) 65. Vähäkyrö 66. Vahto 67. Valkeakoski 68. Valkeala 69. Valtimo 70. Vammala 71. Vampula 72. Vantaa (Vanda) 73. Vårdö 74. Varkaus 75. Varpaisjärvi 76. Västanfjärd 77. Vehmaa 78. Velkua 79. Vesanto 80. Vesilahti 81. Veteli 82. Vieremä 83. Vihanti 84. Vihti 85. Viitasaari 86. Vilppula 87. Vimpeli 88. Virolahti 89. Virrat 90. Vörå-Maxmo (Vöyri-Maksamaa) 91. Ylämaa 92. Yläne 93. Ylihärmä 94. Yli-Ii 95. Ylikiiminki 96. Ylistaro 97. Ylitornio (Övertorneå) 98. Ylivieska 99. Ylöjärvi 100. Ypäjä 101. Äänekoski 102. Äetsä 103. Ähtäri |